# Ekkaluck Thonghkit
Ekkaluck Thonghkit (tiếng Thái: เอกลักษณ์ ทองกริต, sinh ngày 27 tháng 8 năm 1983), còn được biết với tên đơn giản Ekk (tiếng Thái: เอก) là một cầu thủ bóng đá người Thái Lan thi đấu ở vị trí hậu vệ cho câu lạc bộ Giải bóng đá Ngoại hạng Thái Lan Ratchaburi Mitr Phol.

## Danh hiệu

### Câu lạc bộ
Chiangmai
- Regional League Northern Division
  -  Vô địch (1): 2010